# Schippenbeil ostroma
Schippenbeili ostroma 1457-ben szeptemberében lengyel sereg és a német lovagrend zsoldos erőinek összecsapásai Schippenbeil és Wehlau (ma Sępopol és Welawa, Lengyelország) térségében.
E két fontos várerősség, melyek a Pregel (Pregoła) és az Alle (Łyną) partján állottak, még mindig lengyel kézben voltak. Visszafoglalásukra egy német zsoldosokból álló sereg offenzívába kezdett, Heinrich Reuss von Plauen komtur irányítása alatt. Ezzel egyidejűleg az eddigre a lengyel fogságból kiváltott Bernard von Zinnenberg, a lovagrend jeles zsoldosvezére elterelő hadműveletekbe kezdett, hogy von Plauen biztosra menjen az akcióval.
Schippenbeil lengyel védői azonban kemény harcban, több ízben visszaverték a német támadásokat. Megsegítésükre a futtában összetoborzott lengyel közfelkelés ellenben csak lassan közeledett. Ezeknek a fegyelmet nem tanúsító, rosszul felfegyverzett erőknek esélyük sem volt a sokkal képzettebb, fegyelmezett német zsoldossereggel szemben, akik könnyűszerrel megfutamították őket a várostól nem messze.
Ennek ellenére a németek további erőfeszítéseik ellenére sem tudták kiűzni a lengyeleket, s két várat még több mint három éven át megtartották. Wehlau 1460-ban, Schippenbeil pedig 1461-ben került újból német kézre, mikor a lovagoknak újabban sikerült összeszedniük ereiket, de a lengyeleknek addigra már sikerült a saját seregeiket is modernizálni.